# Triopha
Triopha is een geslacht van weekdieren uit de klasse van de Gastropoda (slakken).

## Soorten
- Triopha catalinae (Cooper, 1863)
- Triopha maculata MacFarland, 1905
- Triopha modesta Bergh, 1880
- Triopha occidentalis (Fewkes, 1889)